# Franz Joseph Schorn

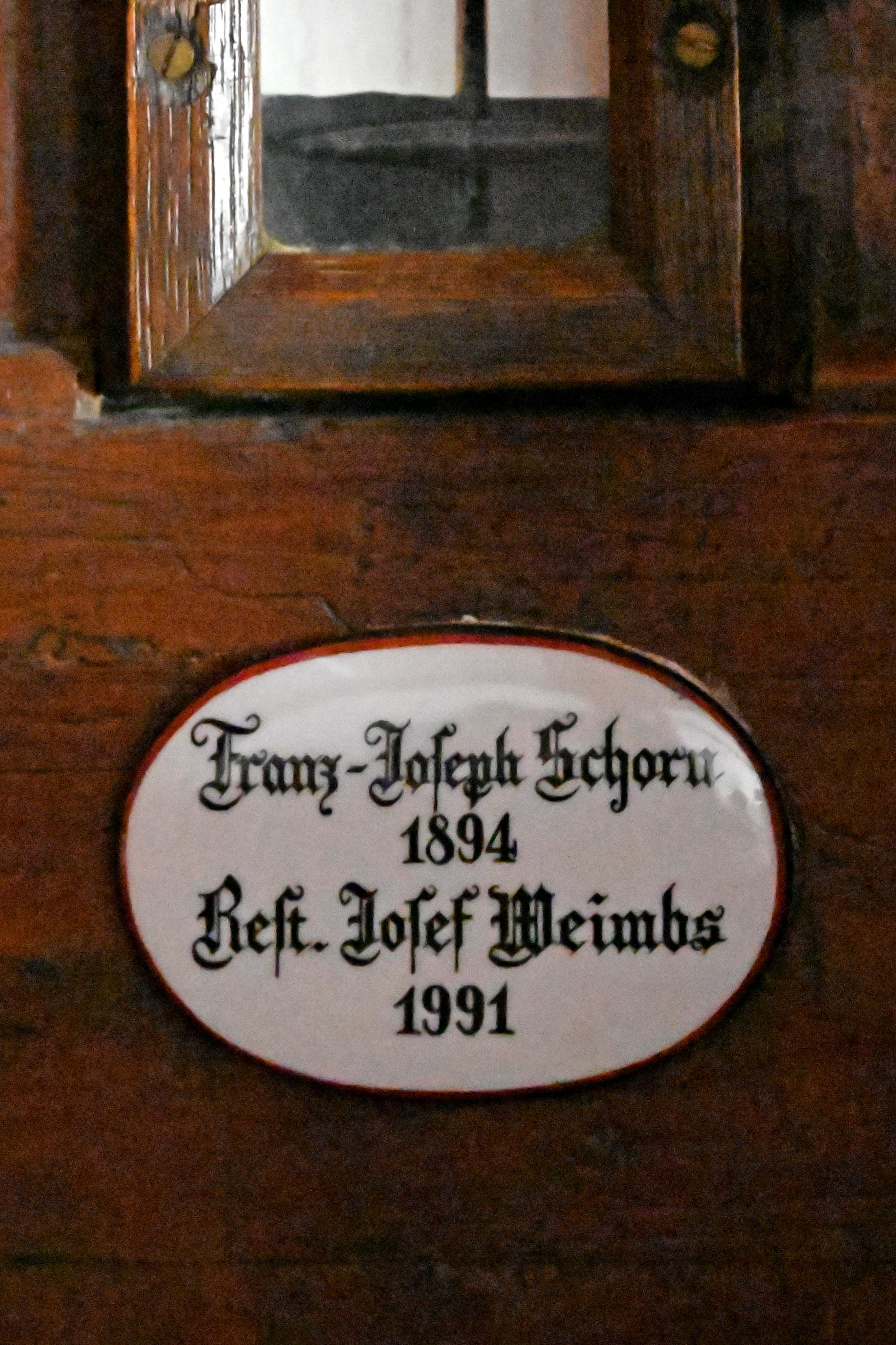
Firmenschild in St. Peter (Zingsheim)

Franz Joseph Schorn (* 1834; † 1905) war ein Orgelbauer aus Kuchenheim bei Euskirchen in der Eifel.

## Leben und Wirken
Franz Joseph Schorn absolvierte zunächst eine Schreinerlehre bei seinem Vater und wurde in Viersen bei Johann Müller, in Köln bei Franz Wilhelm Sonreck und in Luxemburg als Orgelbauer ausgebildet. 1868 machte er sich selbstständig. Vermutlich arbeitete er meist alleine und wurde nur zeitweise von seinem jüngeren Bruder Johann und einem Cousin namens Christian unterstützt. Schorns Orgeln besitzen alle Schleifladen und mechanische Traktur. Obwohl schon zu seinen Lebzeiten technisch nicht mehr auf dem neuesten Stand, gelten sie als Zeugnisse hervorragender Handwerkskunst.
Schorn schuf insgesamt ungefähr 21 Orgeln, von denen 18 erhalten geblieben sind. Seine Orgeln, die erhalten blieben, konnten zum Teil in den Originalzustand zurückversetzt werden und gelten als Zeugnisse für den spätromantischen Orgelbau. Anlässlich seines hundertsten Todestages wurde Vol. III aus der CD-Reihe Historische Schorn-Orgeln im Rheinland durch den Organisten Kurt-Ludwig Forg eingespielt.

## Werkliste
In der Eifel und im Rheinland sind einige Schorn-Orgeln erhalten.
| Jahr | Ort                  | Gebäude                   | Bild | Manuale | Register | Bemerkungen |
| ---- | -------------------- | ------------------------- | ---- | ------- | -------- | --- |
| 1860 | Grosbous (Luxemburg) | St. Peter und Paul        |      |         |          | Die Orgel existiert nicht mehr und wurde 1960 durch eine Orgel von Orgelbauer Nic. Loewen aus Lintgen ersetzt. |
| 1869 | Kleinbüllesheim      | St. Peter und Paul        |      | II      | 10       | Die Orgel wurde in den 1960er Jahren ausgebaut und entsorgt. |
| 1870 | Dom-Esch             | St. Martinus              |      | II      | 10       | Das Pedal ist angehängt. Die Orgel wurde 1961 umgebaut und in der Disposition verändert. 2006 ist das Instrument durch die Firma Josef Weimbs Orgelbau, Hellenthal in den Originalzustand zurückversetzt worden. |
| 1870 | Frauwüllesheim       | St. Mariä Heimsuchung     |      | II      | 11       | Das Pedal ist angehängt. Die Orgel ist im Originalzustand erhalten. |
| 1872 | Rölsdorf             | St. Nikolaus              |      | II      | 13       | Die Orgel ist 1930 abgebaut und verschenkt worden. Über den Verbleib der Orgel ist nichts bekannt. |
| 1874 | Stotzheim            | St. Martin                |      | II/P    | 17       | Die Orgel wurde 1969 durch die Firma Josef Weimbs Orgelbau, Hellenthal umgebaut und auf 21 Register erweitert. So ist die Orgel nur noch in Teilen original erhalten. |
| 1875 | Nettersheim          | St. Martin                |      | II      | 13       | Diese Orgel wurde 1969 abgebaut und verbrannt. Die Nachfolgeorgel ist 1969 durch die Orgelbauanstalt Karl Bach aus Aachen eingebaut worden. |
| 1876 | Obergartzem          | St. Hubertus              |      | II      | 10       | Die Orgel ist nicht mehr erhalten, jedoch wurden einige Register in die 1958 von der Orgelbaufirma Weimbs erbaute Orgel eingebaut. Diese Orgel besitzt 20 Register. |
| 1877 | Gierath              | St. Martinus              |      | II/P    | 15       | Die Orgel ist im Original erhalten. |
| 1878 | Kirchheim            | St. Martinus              |      | II/P    | 19       | 1964 wurde die Orgel überarbeitet und 1997 durch die Firma Josef Weimbs Orgelbau, Hellenthal restauriert. Das Instrument ist zum Großteil original erhalten. |
| 1880 | Kierdorf             | St. Martinus              |      | II/P    | 16       | Die Orgel wurde 1983 durch die Firma Josef Weimbs Orgelbau, Hellenthal restauriert. |
| 1883 | Bad Münstereifel     | St. Chrysanthus und Daria |      | II/P    | 31       | Ursprünglich hatte die Orgel 24 Register, Umbau & Erweiterung (Register und Tonumfang) 1970 durch die Firma Orgelbau Romanus Seifert & Sohn, Kevelaer. Original von Schorn erhalten sind noch 13 Register und große Teile der Windladen (Kanzellenrahmen, teilweise Schleifen und Stöcke). Die Orgel wurde 2017 ausgebaut. Seit 2021 sind die Windladen und das Pfeifenwerk durch Firma Orgelbau Fasen, Oberbettingen, in der neuen Orgel in der Pfarrkirche St. Quirinus in Langenfeld (Eifel) eingebaut.               |
| 1887 | Kaarst               | St. Aldegundis            |      | II/P    | 17       | Die Register von Bass und erstem Manual sind im Original erhalten. Die Orgel wurde 1976 durch die Firma Orgelbau Romanus Seifert & Sohn, Kevelaer restauriert. |
| 1889 | Nettesheim           | St. Martinus              |      | II/P    | 21       | Die Orgel wurde 1913 umgebaut und durch die Firma Lukas Fischer wieder in den Originalzustand zurückversetzt. |
| 1890 | Duisdorf             | St. Rochus                |      | II/P    | 17       | Diese Orgel existiert nicht mehr, jedoch sind einige Register der Schorn-Orgel im Echowerk der neuen Orgel, welche 2002 durch die Hellenthaler Firma Josef Weimbs Orgelbau erbaut worden ist, wiederverwendet worden. |
| 1892 | Nemmenich            | St. Peter                 |      | II      | 13       | Das Instrument besitzt ein angehängtes Pedal. Die Orgel erhielt 1919 ein elektrisches Orgelgebläse. 1989 wurde die Orgel durch Die Firma Josef Weimbs Orgelbau, Hellenthal restauriert. Das Instrument ist im Originalzustand erhalten. |
| 1893 | Schwerfen            | St. Dionysius             |      | II      | 13       | Das Instrument besitzt ein angehängtes Pedal. Die Orgel ist im Originalzustand erhalten und wurde 2001 durch die Firma Orgelbau Fasen, Oberbettingen restauriert. |
| 1894 | Zingsheim            | St. Peter                 |      | II      | 11       | Das Instrument ist im Original erhalten. |
| 1895 | Kuchenheim           | St. Nikolaus              |      | II/P    | 20       | Diese Orgel gilt als die größte noch erhaltene Schorn-Orgel. Für die fällige Generalüberholung hatten die Oberste Denkmalbehörde des Landes Nordrhein-Westfalen und das Erzbistum Köln Fördermittel in Höhe von 17 000 Euro zugesagt, was aber die Kosten nicht deckte. Nachdem eine Spendenzusage eines Privatmanns zurückgezogen worden war, wurde 2007 die Initiative Orgel in Not ins Leben gerufen. Die Orgel wurde 1982 von der Firma Josef Weimbs Orgelbau, Hellenthal restauriert und 2007 nochmals restauriert. |
| 1898 | Euenheim             | St. Brictius              |      | II/P    | 16       | Die Orgel ist im Original erhalten. |
| 1900 | Floisdorf            | St. Pankratius            |      | II/P    | 16       | Die Orgel ist im Originalzustand erhalten. |
| 1901 | Kreuzweingarten      | Heilig Kreuz              |      | II      | 9        | Die Orgel ist fast im Original erhalten, lediglich ein Register wurde später hinzugefügt. |